# Камаэ
Камаэ (яп. 構え) — термин, используемый в японских боевых искусствах и традиционном театре, обозначающий "позу".
Камаэ следует отличать от слова tachi (яп. 立ち) , которое используется в японских боевых искусствах для обозначения стойки . В то время как tachi (яп. 立ち)(произносится как дачи, когда используется в составе других слов) относится к положению тела ниже талии, камаэ относится к позе всего тела, а также к «ментальной» позе. Эти взаимосвязанные ментальные и физические аспекты соотносятся терминами kokoro-gamae (яп. 心構え) и mi-gamae (яп. 身構え)  соответственно.
Хотя камаэ это общий термин, но, в зависимости от контекста, может означать различные позы. В большинстве японских боевых искусств существует определенная, стандартная, поза, на которую чаще всего ссылаются. Например, многие современные стили используют термин камаэ в качестве обозначения для базовой стойки.
При добавлении te в конец слова камаэ образуется команда "принять позу" (яп. 構えて камаэ-те)  — "занять определенную стойку".

## В айкидо
В айкидо камаэ обозначает базовую позицию. В ней три центра тела выровнены по вертикальной оси. Эти три центра: голова, спина и нижняя часть живота. Это обеспечивает сбалансированную стойку независимо от положения ног, также позволяет свободно двигаться в любом желаемом направлении.

## В кендо
Есть пять основных камаэ в кендо : дзёдан, чудан, гэдан, хассо и ваки. Из них базовой стойкой являеся чудан-но-камаэ (средняя стойка). Он обеспечивает баланс между атакующими и защитными приемами.

## В каратэ
Обычно в карате используется камаэ, в которой правая рука защищает солнечное сплетение, а левая рука находится на уровне плеч.  

## В тайдзюцу
Камаэ в тайдзюцу рассматриваются как адаптируемые позы, которые возникают как «моментальные» последовательности движений, а не как фиксированные позиции атаки или защиты. Базовая камаэ - это ихимондзи-но-камаэ, что означает «прямая линия», которая отражает форму тела при принятии этой позы.